# Rivolta del ghetto di Varsavia
(Marek Edelman, vicecomandante della rivolta, in Hanna Krall, Il ghetto di Varsavia, memoria e storia dell'insurrezione)
La rivolta del ghetto di Varsavia del 1943 (in yiddish ווארשעווער געטא אויפשטאנד / Varshever geto oyfshtand, in polacco Powstanie w getcie warszawskim, in tedesco Aufstand im Warschauer Ghetto) fu l'insurrezione, avvenuta dal 19 aprile al 16 maggio 1943, compiuta dalla popolazione ebraica reclusa nel ghetto di Varsavia verso le autorità tedesche occupanti la capitale polacca durante la seconda guerra mondiale. Furono circa 13000 gli ebrei uccisi nel ghetto in conseguenza della repressione della rivolta (7000 vittime di esecuzioni sommarie all'interno del ghetto, più 5000-6000 che perirono negli incendi o tra le macerie degli edifici distrutti). Alle vittime dei combattimenti nel ghetto vanno aggiunti 6929 "combattenti" prigionieri che furono trasportati e uccisi a Treblinka. Il ghetto fu completamente raso al suolo e i suoi 42000 abitanti superstiti furono dispersi in vari campi di concentramento.

## Antefatti

### Il ghetto
Dall'inizio del 1940 i nazisti cominciarono a concentrare in Polonia oltre 3 milioni di ebrei in sovraffollati ghetti dislocati in varie città polacche; nel più grande di questi, quello di Varsavia, dall'estate dello stesso anno furono stipate, in uno spazio di circa 3,4 chilometri quadrati, circa 400000 persone, che arrivarono, nel 1942, a circa 500000. Nei tre anni e mezzo che seguirono, le già difficili condizioni di vita andarono sempre peggiorando, al punto che, all'inizio del 1941, la frequenza di mortalità per fame o per malattie raggiungeva la cifra di circa 2000 al mese; in totale quell'anno morirono 44360 ebrei, più del 10% dell'intera popolazione del ghetto.
Nel gennaio del 1942, durante la conferenza di Wannsee, venne decisa e pianificata la soluzione finale della questione ebraica: vennero attivati i campi di sterminio di Bełżec, Sobibór e Treblinka ed iniziarono i "trasferimenti" anche dal ghetto di Varsavia, riducendone progressivamente la popolazione che, nel gennaio del 1943, data della prima ribellione contro i tedeschi, era diminuita a circa 70000 persone.

### Ribellione del gennaio 1943

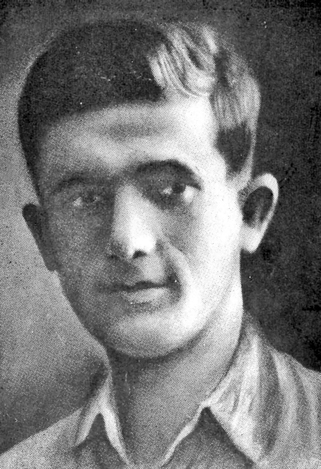
Mordechaj Anielewicz, comandante della ŻOB

Nel gennaio del 1943 erano rimasti nel ghetto circa 70000 ebrei, dei quali oltre la metà erano utilizzati nelle industrie ebraiche al servizio dei tedeschi, tra le quali la ditta di Walter Többens. Gli ebrei rimasti avevano l'impressione che le deportazioni sarebbero cessate, non solo in forza delle rassicurazioni fornite dai tedeschi, ma anche per la serie di retate avvenute nella parte tedesca di Varsavia, nelle quali venne catturato un grande numero di polacchi in età da lavoro. Il 18 gennaio, però, immediatamente dopo una visita in città del Reichsführer-SS Heinrich Himmler, venne deciso di trasferire ad est 8000 operai ebrei, destinati ai campi di sterminio, e altri 16000, destinati alla fabbrica di munizioni di Lublino, i quali furono rapidamente selezionati ed incolonnati per essere condotti fuori dal ghetto. Mentre la colonna stava percorrendo la via Kiska in direzione della Umschlagplatz, all'incrocio con via Zamenhof alcuni componenti della ŻOB, comandati da Mordechaj Anielewicz, che vi si erano infiltrati, aprirono il fuoco contro i tedeschi e le guardie ucraine che li scortavano, causando alcune vittime, realizzando il primo concreto tentativo di ribellione armata dall'inizio della guerra.
I tedeschi furono colti di sorpresa, ma negli scontri a fuoco che seguirono durante i quattro giorni successivi 1171 ebrei furono uccisi, mentre solo 650 degli 8000 previsti furono deportati; la Resistenza ottenne comunque il risultato che la presenza tedesca nel ghetto venne momentaneamente meno, le organizzazioni ŻOB e ŻZW ne presero il controllo, iniziando a scavare bunker e tunnel sotto le case, collegati tra loro attraverso le condotte di scarico ed al sistema idrico ed elettrico, ed anche vie di fuga che conducevano al di fuori del ghetto, operando inoltre contro i collaborazionisti ebraici; per i due mesi successivi non furono possibili altre "selezioni" nel ghetto.
Himmler, contrariato per l'inaspettata resistenza, il 1º febbraio 1943 inviò al SS- und Polizeiführer per il Governatorato Generale, Friedrich Wilhelm Krüger questo ordine: «Per ragioni di sicurezza le ordino di distruggere il ghetto di Varsavia dopo aver trasferito da là il campo di concentramento». L'ordine prevedeva inoltre la salvaguardia di tutte le installazioni produttive all'interno del ghetto, che avrebbero dovuto essere trasferite, insieme agli operai considerati "utili" allo sforzo bellico, presso altri ghetti dove avrebbero ripreso la produzione, principalmente lavori di sartoria per l'esercito. A tal fine, tra febbraio e marzo, le autorità tedesche, in collaborazione con alcuni imprenditori della zona, cercarono di convincere i lavoratori a uscire spontaneamente dal ghetto. Queste pressioni non ebbero però successo ed anzi fecero confluire molti operai nelle file dei movimenti di resistenza armata.
Il supporto della resistenza esterna al ghetto fu limitato, ma le unità polacche appartenenti all'Armia Krajowa e alla Gwardia Ludowa attaccarono sporadicamente le unità tedesche di guardia all'esterno del ghetto e cercarono di farvi penetrare armi e munizioni. In parte questi sforzi vennero rallentati per motivi politici: i rappresentanti della ŻOB erano vicini all'Unione Sovietica, che la resistenza polacca temeva come futuro ostacolo a una Polonia indipendente dopo la sconfitta delle forze tedesche. Nonostante questo, uno speciale comando dell'Armia Krajowa, comandato da Henryk Iwański, combatté all'interno del ghetto a fianco delle formazioni nazionaliste ebraiche della ŻZW. Vennero inoltre eseguiti due attentati dinamitardi contro le mura del ghetto, che però non sortirono nessun effetto.

## L'insurrezione
L'insurrezione ebbe inizio alle 6 del 19 aprile, nel periodo del Pesach, la Pasqua ebraica, quando, all'interno del ghetto, una colonna di soldati tedeschi stava percorrendo la via Nalewki e, giunta all'incrocio con via Gesia, venne fatta bersaglio di colpi di arma da fuoco, bottiglie incendiarie e granate provenienti dalle finestre; i soldati indietreggiarono rapidamente e, alle 7.30, lo Standartenführer Ferdinand von Sammern-Frankenegg informò il comandante del presidio, il Brigadeführer Jürgen Stroop, che le forze tedesche non erano più presenti nel ghetto e che avevano lamentato alcune vittime.
Il Brigadeführer Stroop, giunto il giorno 17 dai Balcani con l'ordine di liquidare il ghetto con una forza a disposizione di circa 2090 uomini, alle ore 8 assunse personalmente il controllo delle operazioni e diede immediatamente ordine ad un reparto, sostenuto da due autoblindo, un carro armato francese, due cannoni antiaerei ed un cannoncino leggero, di entrare nel ghetto dall'ingresso di via Snocza e di neutralizzare rapidamente gli insorti, ma l'azione non ebbe l'esito sperato e fu solo l'inizio dei combattimenti, destinati a protrarsi per quasi un mese.
Il 20 aprile i combattimenti proseguirono, ma la resistenza non accennò a diminuire; la tattica degli insorti, una volta entrati in contatto con i soldati tedeschi, consisteva nel tenerli impegnati sparando dall'interno di una casa mentre una parte di essi, attraverso passaggi sotterranei, predisposti nel periodo precedente all'insurrezione, giungeva alle spalle del nemico, prendendolo quindi tra due fuochi; i tedeschi tuttavia, dopo l'iniziale sorpresa, compresero tale tattica e Stroop diede ordine dapprima di fare uso di lanciafiamme e di gas asfissianti e successivamente di inondare tutti i sotterranei.
Le azioni all'interno del ghetto vennero interrotte a causa del buio e ripresero il giorno successivo: alle ore 7 un reparto d'assalto, rafforzato con armi pesanti ed elementi del genio, si mosse nella parte est del ghetto, nella zona degli alloggiamenti militari, riuscendo a sgomberare gli edifici ed a catturare circa 60 insorti, ma gli occupanti, circa 800, che si difesero sparando con fucili dai tetti e dalle finestre e lanciando sugli assalitori bottiglie al vetriolo, riuscirono a fuggire attraverso i passaggi sotterranei, che furono successivamente fatti saltare, ed il gruppo di case venne dato alle fiamme; circa 5200 ebrei che risiedevano negli stabilimenti utilizzati per fabbricare materiali per l'esercito vennero rastrellati ed avviati alla deportazione prima che le operazioni venissero nuovamente interrotte a causa dell'oscurità.

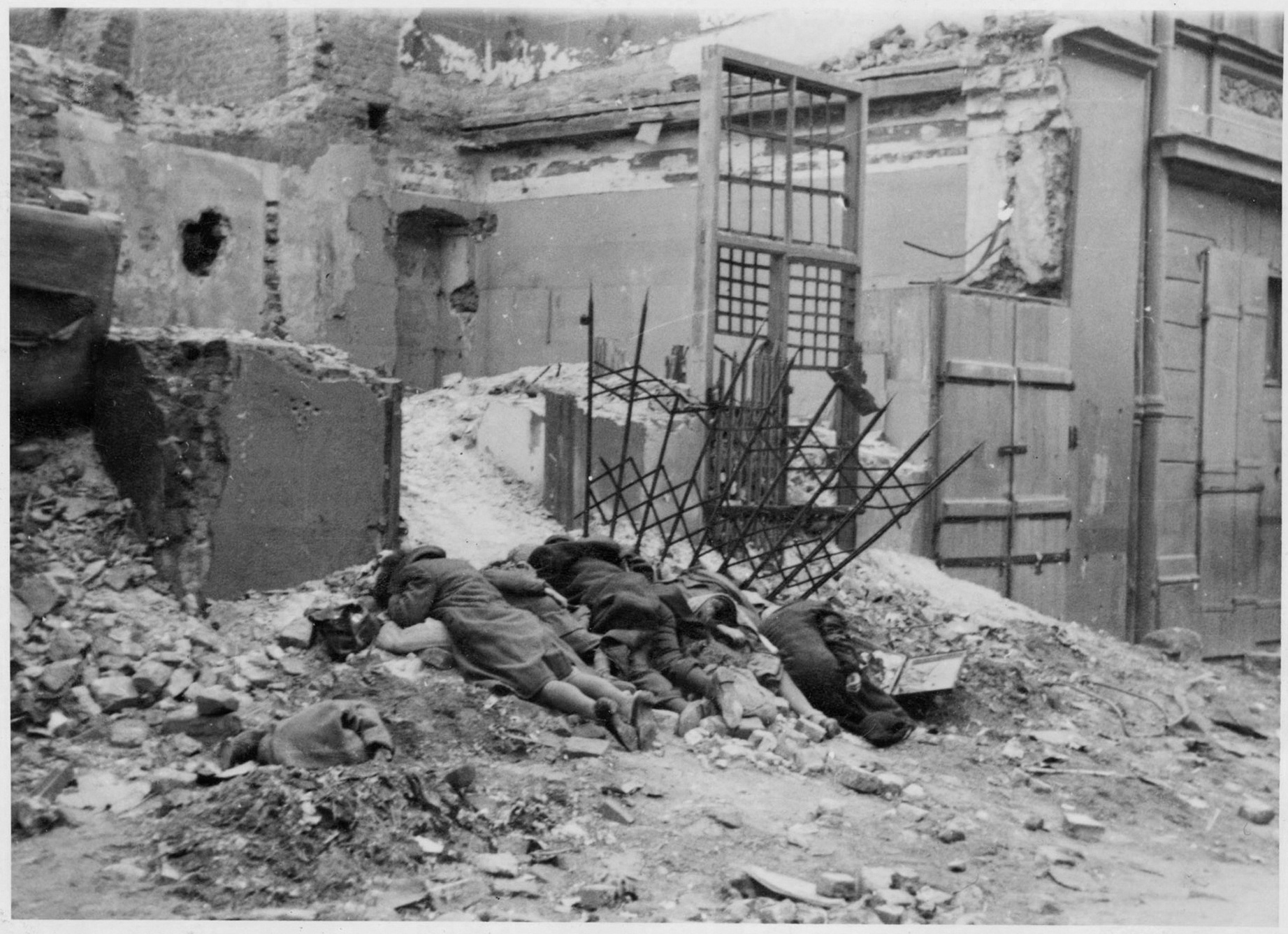
Ebrei fucilati sul posto dopo la loro cattura

L'insurrezione proseguì nei giorni successivi: il 22 aprile, con tre reparti adibiti al rastrellamento, in aggiunta a quelli speciali con il compito di espugnare e di fare saltare i nascondigli sotterranei, i tedeschi riuscirono ad uccidere 230 insorti, annotando per la prima volta che tra loro vi erano anche delle donne; il giorno 24 Stroop diede ordine di incendiare il ghetto ed i genieri tedeschi, spostandosi da una casa all'altra, cosparsero i pavimenti in legno e le scale degli edifici di benzina, appiccando il fuoco ed allontanandosi rapidamente, ma, a dispetto di questo, i combattimenti non accennavano a cessare, tanto che, il 26 aprile, egli ammise che tutte le unità, senza eccezioni, continuavano ad incontrare resistenza.
Il giorno 27 vennero predisposti 24 gruppi d'assalto che, divisi in piccole unità, proseguirono nell'azione contro gli insorti; nei nascondigli sotterranei vennero catturati 780 ebrei ed altri 115 furono uccisi negli scontri a fuoco e, alle ore 16, venne schierato un ulteriore reparto speciale, composto da 320 uomini, con il compito di percorrere la via Niska, a nord-est del ghetto, e di assaltare un grande gruppo di case ancora occupate: il blocco venne dapprima isolato e successivamente dato alle fiamme, ma gli occupanti resistettero fino a quando il fuoco non rese impossibile qualunque via di fuga, lanciandosi infine dalle finestre. Nei combattimenti del 27 aprile vennero catturati 2560 ebrei, 547 dei quali vennero immediatamente uccisi, in aggiunta ad un numero imprecisato di vittime nei palazzi incendiati, facendo assommare a 31746 il numero di ebrei catturati dall'inizio dell'insurrezione.

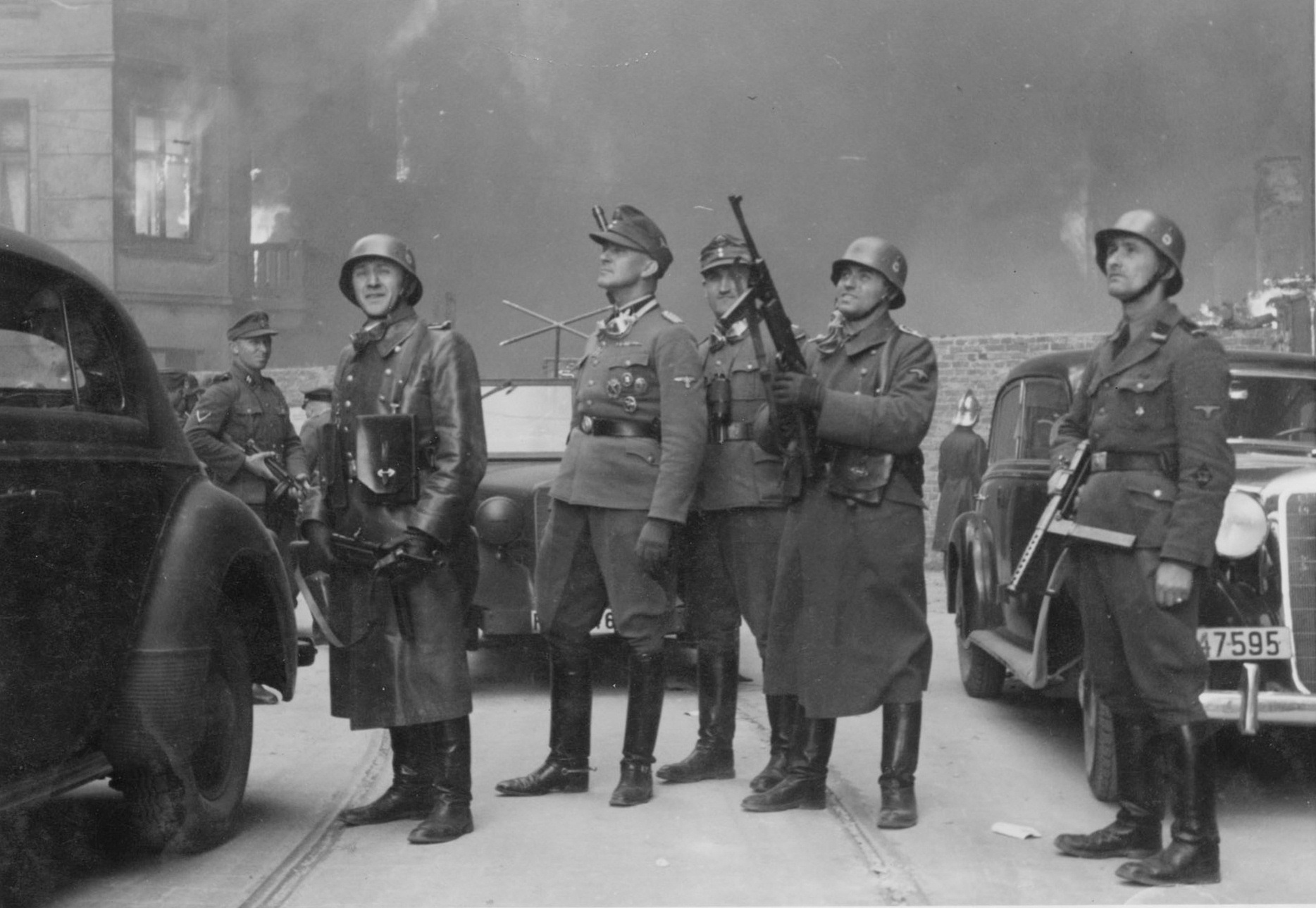
L'SS- und Polizeiführer Jürgen Stroop (al centro) durante i giorni dell'insurrezione

Le ingenti perdite patite da parte degli insorti non erano tuttavia solo frutto della superiorità dei tedeschi, ma anche della scarsità di armi a disposizione, che venivano in massima parte sottratte al nemico; essi infatti si erano in precedenza rivolti al comando della Resistenza polacca, la quale faceva capo al governo britannico, per ottenere armi e munizioni, ricevendo tuttavia solo qualche pistola, ed il comando della ŻOB, il 27 aprile, scrisse ai rappresentanti del governo di Londra a Varsavia "il rispetto e l'ammirazione che ci testimonia la popolazione polacca ci incoraggiano; la simpatia che voi ci testimoniate ci commuove; ma ciò che aiuterebbe assai di più, a noi che siamo decisi a lottare fino all'ultimo, sarebbe che voi ci deste armi e munizioni che avete in abbondanza e delle quali non fate uso". Nonostante tali suppliche rimanessero inascoltate, nella notte tra il 30 aprile ed il 1º maggio gli insorti prepararono una serie di azioni in concomitanza con la Festa del lavoro e, durante la giornata, decine di pattuglie tedesche furono attaccate; formazioni partigiane polacche, guidate dai comunisti, compirono una serie di azioni nella zona tedesca della città, fecero pervenire armi e munizioni nel ghetto ed operarono alcune azioni di salvataggio.
I combattimenti proseguirono incessanti per altre due settimane ed i tedeschi, allo scopo di eliminare tutte le sacche di resistenza, dopo avere incendiato il ghetto dovettero far saltare con la dinamite i blocchi di macerie dove trovavano rifugio gli insorti; il 16 maggio Stroop annunciò che l'insurrezione era terminata, dichiarando che "il quartiere ebraico aveva cessato di esistere". Himmler diede ordine di fare saltare la grande sinagoga di Varsavia, sita in via Tlomacki e costruita nel 1877, ma alcuni ebrei, a piccoli gruppi o singole persone, rimasero nascosti nei rifugi sotterranei e nelle fognature, da dove una ragazza di 15 anni venne catturata il 13 dicembre, continuando sporadicamente a combattere ed a tentare di fuggire e, il 23 settembre, l'ultimo gruppo di insorti riuscì, armi alla mano, ad uscire dal ghetto ed a disperdersi nella zona tedesca della città.

### Perdite

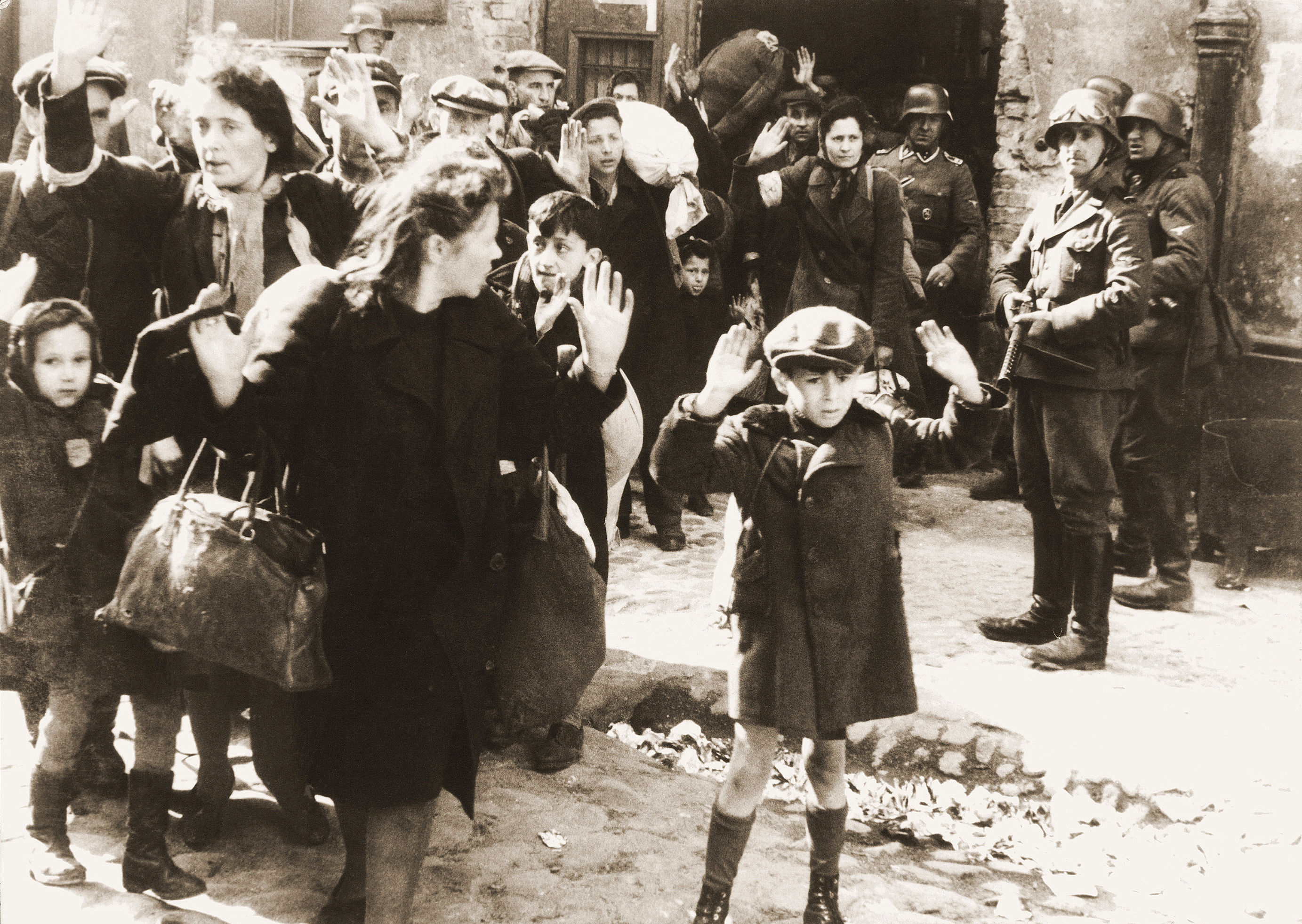
Fotografia tratta dal rapporto stilato da Jürgen Stroop nel maggio 1943 inviato ad Heinrich Himmler. La didascalia originale in tedesco indica: "Fatti uscire forzatamente dai nascondigli". A destra con il mitra è Josef Blösche.

Il rapporto finale stilato da Jürgen Stroop il 24 maggio 1943 riportava:
Furono quindi circa 13000 gli ebrei uccisi nel ghetto durante la rivolta (7000 vittime di esecuzioni sommarie all'interno del ghetto, più 5000-6000 che perirono negli incendi o tra le macerie degli edifici distrutti). Alle vittime dei combattimenti nel ghetto vanno aggiunti i 6929 combattenti prigionieri che furono trasportati e uccisi a Treblinka. I rimanenti 42000 superstiti furono inviati in vari campi di concentramento. La maggior parte di coloro che giunsero nei campi di Majdanek, Poniatowa, e Trawniki troveranno la morte nel novembre 1943 nel corso dell'Operazione Erntefest. Solo poche migliaia tra coloro che furono inviati nei campi di Budzyn e Krasnik sopravviveranno all'Olocausto.
Le perdite dichiarate dai nazisti furono 110, 17 morti e 93 feriti, (dei quali 16 morti e 85 feriti in azione), mentre la stampa clandestina polacca parlò di circa 1000 vittime tedesche. Una stima più realistica pone il numero delle perdite tra le forze tedesche e i collaborazionisti sui 300 soldati.

## Conseguenze
Terminata la rivolta, il ghetto venne demolito con la distruzione della maggior parte delle case superstiti e divenne il punto per le esecuzioni di prigionieri ed ostaggi polacchi. Nel luglio 1943 sulle rovine del ghetto venne costruito il Campo di concentramento di Varsavia (KL Warschau). Durante la successiva insurrezione di Varsavia del 1944, un battaglione dell'Armia Krajowa riuscì a salvare circa 380 ebrei dalle prigioni di Gęsiówka e Pawiak, molti dei quali entrarono immediatamente a far parte dell'unità.

## Il dopoguerra dei combattenti sopravvissuti in Israele
Alcuni sopravvissuti all'insurrezione del ghetto, conosciuti come i "combattenti del ghetto", tra i quali il vicecomandante della ŻOB Jitzhak Zuckerman e la moglie Zivia Lubetkin, dopo la guerra si trasferirono in Israele, fondando nel 1948 il kibbutz "Lohamey ha-Geta'ot" ("dei combattenti"), sito nella Galilea occidentale. Nel 1984 i membri del kibbutz pubblicarono Dapei Edut ("Testimonianze dei sopravvissuti"), quattro volumi di ricordi personali di 96 membri del kibbutz. Situato a nord di San Giovanni d'Acri, il kibbutz possiede un museo ed un archivio dedicato alla memoria dell'Olocausto.

## Filmografia
- The Wall, regia di Robert Markowitz (1982)
- La rivolta (Uprising), regia di Jon Avnet (2001)
- Il pianista (The Pianist), regia di Roman Polański (2002)